# Подводные лодки типа «Сорю»
Подводные лодки типа «Сорю» (яп. そうりゅう型潜水艦) — серия японских дизель-стирлинг-электрических подводных лодок. На стадии проектирования были известны также под названиями «улучшенный тип Оясио» или «2900-т тип». Являются дальнейшим развитием подводных лодок типа «Оясио», от которых отличаются увеличенным водоизмещением и установкой воздухонезависимого двигателя Стирлинга. Подводные лодки типа «Сорю» станут первым проектом подводных лодок Морских сил самообороны Японии, оснащёнными подобной двигательной установкой, хотя ранее в экспериментальном порядке двигателем Стирлинга была оборудована подводная лодка типа «Харусио» — «Асасио». В строю находятся двенадцать подводных лодок серии. 

## Представители
| Название                                                   | Бортовой номер | Судоверфь        | Дата закладки   | Спуск на воду   | Ввод в строй  |
| ---------------------------------------------------------- | -------------- | ---------------- | --------------- | --------------- | ------------- |
| Сорю (яп. そうりゅう голубой дракон)                       | SS-501         | «Мицубиси», Кобэ | 31 мая 2005     | 5 декабря 2007  | 30 марта 2009 |
| Унрю (яп. うんりゅう облачный дракон)                      | SS-502         | «Кавасаки», Кобэ | 31 марта 2006   | 15 октября 2008 | 25 марта 2010 |
| Хакурю (яп. はくりゅう белый дракон)                       | SS-503         | «Мицубиси», Кобэ | 6 февраля 2007  | 16 октября 2009 | 14 марта 2011 |
| Кэнрю (яп. けんりゅう дракон-меч)                          | SS-504         | «Кавасаки», Кобэ | 31 марта 2008   | 15 ноября 2010  | 16 марта 2012 |
| Дзуйрю (яп. ずいりゅう благоприятный дракон)               | SS-505         | «Мицубиси», Кобэ | 16 марта 2009   | 20 октября 2011 | 6 марта 2013  |
| Кокурю (яп. こくりゅう чёрный дракон)                      | SS-506         | «Кавасаки», Кобэ | 21 января 2011  | 31 октября 2013 | 9 марта 2015  |
| Дзинрю (яп. じんりゅう человеколюбивый/милосердный Дракон) | SS-507         | «Мицубиси», Кобэ | 14 февраля 2012 | 8 октября 2014  | 7 марта 2016  |
| Сэкирю (яп. せきりゅう красный дракон)                     | SS-508         | «Кавасаки», Кобэ | 15 марта 2013   | 2 ноября 2015   | 13 марта 2017 |
| Сэйрю (яп. せいりゅう зеленый дракон)                      | SS-509         | «Мицубиси», Кобэ | 22 октября 2013 | 12 октября 2016 | 12 марта 2018 |
| Сёрю (яп. しょうりゅう парящий дракон)                     | SS-510         | «Кавасаки», Кобэ | 28 января 2015  | 6 ноября 2017   | 18 марта 2019 |
| Орю (яп. おうりゅう дракон-феникс)                         | SS-511         | «Мицубиси», Кобэ | 16 ноября 2015  | 4 октября 2018  | 5 марта 2020  |
| Торю (яп. とうりゅう боевой дракон)                        | SS-512         | «Кавасаки», Кобэ | 27 января 2017  | 6 ноября 2019   | 24 марта 2021 |